# Андоррско-французские отношения
Андоррско-французские отношения —  двусторонние дипломатические отношения между Андоррой и Францией. Протяжённость государственной границы между странами составляет 55 км.

## История
В 1278 году подписан Акт-Пареаж между графом Фуа и епископом Урхельским, по которому они разделяли между собой власть в долине. В 1479 году граф Франциск Феб де Фуа становится королём Наварры и таким образом сюзеренные права графов Фуа на Андорру переходят к наваррской короне. После того, как король Наварры в 1589 году взошел на престол Франции под именем Генриха IV, эти права таким же образом перешли к короне французской. Формально они сохраняются за Французским государством до сих пор, теперь номинальным князем-соправителем Андорры считается президент Французской республики. В настоящее время между странами установились дружеские отношения. В течение последних лет было произведено несколько визитов на высшем уровне.

## Экономические отношения
В 2013 году на Францию пришлось около 15 % импорта Андорры (против 27 % в 2000 году). 21 сентября 2009 года между странами было подписано соглашение по обмену информацией по налоговым вопросам, которое вступило в силу 22 декабря 2010 года.